# Pierre-Marc de Biasi
Pour les articles homonymes, voir Biasi.
Pierre-Marc de Biasi, né le 20 décembre 1950, est un plasticien, médiologue et critique littéraire français, spécialiste de Gustave Flaubert et de la génétique des textes.

## Biographie
Pierre-Marc de Biasi est né en 1950, à Paris, en France,. Ancien élève de l'École normale supérieure de Saint-Cloud, agrégé de lettres modernes (1976), docteur et titulaire de l'habilitation à diriger des recherches, il a suivi un triple cursus universitaire en littérature, philosophie et arts plastiques,. Directeur de recherche au CNRS, Pierre-Marc de Biasi dirige, de 2006 à 2013, l’Institut des textes et manuscrits modernes (ITEM), un laboratoire localisé dans l’École normale supérieure de Paris, regroupant une centaine de chercheurs, plusieurs établissements et une vingtaine d’équipes engagées dans l’approche génétique des archives littéraires, artistiques et scientifiques. Il a publié une trentaine d’ouvrages (essais et éditions critiques) et environ deux cents articles scientifiques. Ses recherches portent principalement sur l’œuvre de Gustave Flaubert, la critique génétique, les processus d’invention (littérature, sciences, architecture, cinéma, arts plastiques), les archives de la création, l’histoire du papier, les relations culture-technique, le lexique contemporain, l’histoire de l’art et des idées (XIXe – XXIe siècles), l’édition numérique en ligne des documents complexes.
Il a été membre du Conseil national des universités.
Il a proposé des séminaires de recherche dans plusieurs établissements (ENS, universités Paris 4 et Paris 7), a été directeur de recherche associé d'une école doctorale de l'université Paris-Sorbonne, et a enseigné dans plusieurs universités étrangères, en Allemagne, au Brésil, en Égypte, Hongrie, Israël, Suisse, aux États-Unis et en Tunisie.
Chargé de plusieurs missions d’expertise publique (musée d'Orsay, Direction de l'architecture, Grande Arche de la Défense, Exposition universelle, etc.), membre du comité de rédaction de plusieurs revues (Cahiers de médiologie, Genesis, Médium, Flaubert.Org) depuis leur création, collaborateur du Magazine littéraire depuis 1988, directeur de collections (Seuil, Hachette, CNRS Éditions, EAC) président de la Commission Littérature classique et critique du Centre national du livre. Il participe régulièrement au Festival du livre de Mouans-Sartoux.
Cofondateur, à l'ITEM, des recherches en critique génétique, P.-M. de Biasi a contribué à la théorie générale de cette discipline qui entend étudier les œuvres à la lumière de leurs manuscrits ou de leurs documents de genèse.

## Œuvres

### Littérature
Spécialiste de l'œuvre de Gustave Flaubert, écrivain français du XIXe siècle, Pierre-Marc de Biasi a fait paraître plusieurs essais et de nombreuses éditions des œuvres et des manuscrits de cet écrivain, dont Trois contes, L'Éducation sentimentale et Bouvard et Pécuchet. Il a principalement écrit des ouvrages consacrés à l'œuvre de Flaubert tels que Carnets de travail de Gustave Flaubert, publié en 1988 et prix Biguet décerné par l'Académie française en 1989, et, en 2010, l'essai biographique Gustave Flaubert, Une manière spéciale de vivre, prix de la critique de l'Académie française, la même année,,. Dans les années 2000, notamment en publiant La Génétique des textes (2000), il se fait diffuseur, auprès du grand public, de la génétique des textes, une méthode d'analyse de documents littéraires dont il a présenté les fondements, dès 1985, dans l'Encyclopædia Universalis. En 2018, Pierre-Marc de Biasi publie un essai, intitulé Le Troisième Cerveau et sous-titré Petite phénoménologie du smartphone, dans lequel il analyse le rapport de tout un chacun à l'objet smartphone. Tout en affirmant la possibilité d'usages émancipateurs de celui-ci, l'auteur en souligne les dangers, soutenant, par exemple, que la délégation à nos portables connectés de tâches cognitives essentielles, ordinairement effectuées par notre cerveau, engendre une paresse inquiétante,,. Selon de Biasi, le smartphone est un « pharmakon », à la fois un poison et son antidote.

### Arts plastiques
P.-M. de Biasi poursuit depuis 1977 une recherche créative en arts plastiques qui a donné lieu à une cinquantaine d'expositions personnelles ou collectives dans le monde entier, six réalisations monumentales pour la commande publique en France (Paris, Grenoble, Marne-la-Vallée), des performances et des films d'artiste (« L'Inassouvissable », Centre Pompidou, 2002 ; « Cérémonie secrète », espace Cinko, 2008). Son œuvre, inspirée par le minimalisme et l'arte povera, mais aussi par Klee, Tapies ou Twombly, explore plusieurs médiums (sculpture, peinture, dessin, photographie, vidéo, installations) avec une dominante pour les recherches sur le béton et le papier.[réf. nécessaire]
Il a également réalisé plusieurs sculptures monumentales et installations, notamment dans le cadre de commandes publiques (Paris, Marne-la-vallée, Niort, Grenoble).[réf. nécessaire] Ses œuvres sont entrées dans une centaine de collections publiques et privées, en Europe, au Japon et aux États-Unis.

### Médiologie
Dans le cadre de ses travaux en médiologie, Pierre-Marc de Biasi est l'auteur, de plusieurs colloques, articles et ouvrages sur l'histoire du papier, tels que Le papier, une aventure au quotidien (1999), ainsi qu'un long métrage documentaire pour la chaîne de télévision franco-allemande Arte : La saga du papier, qui a donné lieu à l'édition d'un livre d'art sous le même titre.
Dans le domaine de l'histoire des idées, il a publié, en 2005, Lexique de l'actuel chez Calmann-Lévy, et, en 2007, Histoire de l'érotisme : de l'Olympe au cybersexe chez Gallimard. Collaborateur du Magazine littéraire depuis 1989, il y a dirigé une vingtaine de dossiers et publié une centaine d'articles. Proche de Régis Debray et des recherches en médiologie, il collabore depuis 1996 aux Cahiers de médiologie (Gallimard) et à la revue Médium. Dans le domaine de la création littéraire contemporaine, Pierre-Marc de Biasi a réalisé plusieurs entretiens avec l'écrivain français Pierre Michon. Il publie également sur la genèse cinématographique d'aujourd'hui, notamment avec le cinéaste Amos Gitaï et sur le travail d'artistes contemporains comme Ernest Pignon Ernest.

### Interventions dans les médias
Dans le domaine des médias, P.-M. de Biasi a réalisé, comme producteur délégué à France Culture, plus de deux cents émissions : des radios libres (2000 Flaubert, le dada de l'écriture, 2003 À quoi sert la guerre ?), un magazine mensuel (2001-2002 Le Cercle des médiologues), une chronique sur la langue (2002-2009 Lexique de l'actuel) tout en participant, de 2004 à 2007, comme chroniqueur, à l'émission quotidienne Tout arrive avec Marc Voinchet puis Arnaud Laporte. Il a écrit et réalisé deux films pour Arte : Galaxie Papier (1999) et Pierre Michon, retour aux origines (2003).

## Récompenses et distinctions
- 1989 : Prix Biguet de l’Académie française[4]
- 2010 : Prix de la critique de l’Académie française[4]